# Semiothisa godmani
Semiothisa godmani là một loài bướm đêm trong họ Geometridae.